# Fnaïre
Fnaïre (فناير en arabe) est un groupe de hip-hop marocain, originaire de Marrakech. Formé en 2001, il est composé de trois chanteurs : Mohcine Tizaf, Khalifa Mennani, et Achraf Aarab. Le quatrième membre du groupe, Hicham Belkas (25 ans), trouve la mort dans un accident de la circulation survenu à Fès en 2008.

## Biographie
Fnaïre est formé en 2001, à Marrakech, au Maroc. L'un de ses fondateurs fut Khalil Belqas, plus connu sous le nom de DJ Van, qui quitta plus tard pour être remplacé par son cousin Hicham. Le nom choisi de groupe signifie « les lanternes » pour illuminer la jeunesse marocaine. Il est composé de trois chanteurs : Mohcine Tizaf (auteur-compositeur-interprète), Khalifa Mennani (compositeur, chanteur), et Achraf Aarab (directeur commercial du groupe)
Le groupe compte plusieurs albums à grand succès, dont le premier s'intitule Lafthouh en 2004, qui comprend des morceaux axés chansons traditionnelles et rap occidental, tels que Bahjawy, et Tonea Biladi. Le groupe sort l'album Yad El Henna en 2007, qui est un véritable succès au Maroc. Il fait participer plusieurs artistes, dont le rappeur algérien Cheb Bilal, et la chanteuse Samira Saïd.
En 2016, à l'occasion du sommet de la COP 22 à Marrakech, le groupe compose une chanson sur l'environnement chantée devant le roi du Maroc.
Le groupe a collaboré avec Nora Fatehi pour le single Arabic Dilbar, publié en novembre 2018 par T-Series. La chanson a été composée par Mohcine Tizaf et écrite par Khalifa Mennani et Ashraf Aarab. La chorégraphie de la chanson a été réalisée par Caesar Gonsalves.